# Efstathios Donas
Efstathios Donas (griechisch Ευστάθιος Ντονάς, * 2. Februar 1981 in Griechenland) ist ein griechischer Volleyballspieler.
Efstathios Donas, der bei einer Körpergröße von 1,99 m auf der Position des Diagonalspielers spielt, begann seine Karriere 1992 beim griechischen Verein Posidonas, wo er für drei Jahre spielte. Nach mehreren Stationen in der zweiten und dritten griechischen Liga wechselte Donas im Sommer 2000 zum Spitzenverein Panathinaikos Athen, wo er zwei Meisterschaften (2004, 2006) gewinnen und sich zudem für das Final-4-Turniere des Top Teams Cups 2006 qualifizieren konnte. Nach einer Saison bei Pangrati Athen wechselte Donas 2007 wieder zu Panathinaikos.
Neben seiner Karriere als Vereinsspieler ist Donas auch ein Bestandteil der Griechischen Nationalmannschaft.

## Karriere
| Zeitraum  | Verein                     |
| --------- | -------------------------- |
| 1992–1995 | Posidonas                  |
| 1995–1996 | Kalamata 80                |
| 1996–1997 | Posidonas                  |
| 1997–1999 | GE Messineas               |
| 1999–2000 | Faros Keratsiniou          |
| 2000–2006 | Panathinaikos Athen        |
| 2006–2007 | Pangrati Athen, AEK Athens |
| 2007–2012 | Panathinaikos Athen        |

## Titel
- Griechischer Meister: 2004, 2006
- Griechischer Pokalsieger: 2008, 2010

| Personendaten    | Personendaten                                             |
| ---------------- | --------------------------------------------------------- |
| NAME             | Donas, Efstathios                                         |
| ALTERNATIVNAMEN  | Ευστάθιος Ντονάς (griechisch)                             |
| KURZBESCHREIBUNG | griechischer Volleyball-Nationalspieler (Diagonalspieler) |
| GEBURTSDATUM     | 2. Februar 1981                                           |
| GEBURTSORT       | Griechenland                                              |